# Сверхъестественное (13-й сезон)
Тринадцатый сезон американского мистического телесериала «Сверхъестественное», созданного Эриком Крипке, премьера которого состоялась на канале The CW 12 октября 2017 года, а заключительная серия вышла 17 мая 2018 года, состоит из 23 серий.
Сериал повествует о двух братьях — охотниках за нечистью, которые путешествуют по Соединённым Штатам Америки на чёрной Chevrolet Impala 1967 года, расследуя паранормальные явления, многие из которых основаны на городских легендах и фольклоре, а также сражаются с порождениями зла: демонами, призраками и другой нечистью.
В сезон вошла пилотная серия возможного спин-оффа сериала под названием «Блудные сёстры», в котором в главных ролях должны были сниматься — Ким Родс (шериф Джоди Миллс), Брианна Бакмастер (шериф Донна Ханскам), Кэтрин Ньютон (Клэр Новак), Кэтрин Рэмдин (Алекс Джонс), Кларк Бако (Пейшнс Тёрнер) и Ядира Гевара-Прип (Кайя Ньевес). В мае в The СW заявили, что сериал не был заказан.

## В ролях

### Главные актёры
- Джаред Падалеки — Сэм Винчестер;
- Дженсен Эклс — Дин Винчестер, Бадди и Михаил*;
- Марк Пеллегрино — Люцифер;
- Александр Кэлверт — Джек Клайн;
- Миша Коллинз — Кастиэль, Тень (Пустота), Асмодей, Захария* и Кастиэль*.

### Приглашенные актёры
- Брианна Бакмастер — шериф Донна Ханскам;
- Кларк Бако — Пейшнс Тёрнер;
- Джим Бивер — Бобби Сингер*;
- Лиза Бэри — Билли / Смерть;
- Ядира Гевара-Прип — Кайя Ньевес и Кайя Ньевес**;
- Лоретта Дивайн — Миссури Мозли;
- Фелиция Дэй — Чарли Брэдбери*;
- Кристиан Кийес — Михаил*;
- Рут Коннелл — Ровена Маклауд;
- Кэтрин Ньютон — Клэр Новак;
- Джеффри Винсент Парис — Асмодей;
- Ким Родс — шериф Джоди Миллс;
- Чад Рук — Захария*;
- Кэтрин Рэмдин — Алекс Джонс;
- Эрика Серра — Дума;
- Саманта Смит — Мэри Винчестер;
- Ричард Спейт-мл. — Габриэль и Локи;
- Аманда Таппинг — Наоми;
- Брендан Тейлор — Даг Стовер;
- Кортни Форд — Келли Клайн;
- Дэвид Хайдн-Джонс — Артур Кетч;
- Дэннил Эклс — сестра Джо / Анаэль;
- Осрик Чау — Кевин Трен*;
- Кит Шарабайка — Донателло Редфилд и Асмодей;
- Кэтерин Эванс — Мэгги*.

* Персонаж из мира Апокалипсиса
** Персонаж из «Плохого места»

## Список эпизодов
| № общий | № в сезоне | Название                                             | Режиссёр           | Автор сценария                    | Дата премьеры   | Зрители в США (млн) |
| --- | ---------- | ---------------------------------------------------- | ------------------ | --------------------------------- | --------------- | ------------------- |
| 265 | 1          | «Потерянное и обретённое» «Lost and Found»           | Фил Сгриккиа       | Эндрю Дабб                        | 12 октября 2017 | 2,10                |
| Новорождённый Джек выглядит как 15-летний подросток и считает своим отцом Кастиэля. Сэм и Дин спасают его от ангелов-преследователей, попутно выясняя, что убить сына Люцифера будет непросто. Пока Джек пытается разобраться в окружающем мире, братья решают забрать его в бункер. Втроём они сжигают тела Келли, Кастиэля и Кроули. Дин уверен, что Мэри тоже мертва. Но на самом деле она заперта с Люцифером в мире Апокалипсиса. |            |                                                      |                    |                                   |                 |                     |
| 266 | 2          | «Рассвет» «The Rising Son»                           | Томас Дж. Райт     | Евгения Росс-Леминг и Брэд Бакнер | 19 октября 2017 | 1,90                |
| Место короля Кроули занял четвёртый, последний принц ада Асмодей. Теперь Джека ищут не только ангелы, но и демоны. Дин и Сэм встречают пророка Донателло, которого к братьям привело ощущение силы, исходящей от Джека. |            |                                                      |                    |                                   |                 |                     |
| 267 | 3          | «Пейшенс» «Patience»                                 | Роберт Сингер      | Роберт Беренс                     | 26 октября 2017 | 1,93                |
| Давняя знакомая Винчестеров, медиум Миссури просит братьев о помощи. Дин и Джоди Миллс берутся за дело. Выясняется, что за внучкой Миссури Пейшенс охотится рейв. Сэм остаётся в бункере и пытается помочь Джеку, потому что помнит, что значит «быть уродцем». |            |                                                      |                    |                                   |                 |                     |
| 268 | 4          | «Вселенская пустота» «The Big Empty»                 | Джон Бэдэм         | Мередит Глинн                     | 2 ноября 2017   | 1,82                |
| Дин и Сэм берутся за расследование странного убийства. Сэм настаивает, чтобы взять Джека с собой. Выясняется, что в деле замешаны 2 монстра. Но один из них пытается помогать людям и делать добро, а от второго братьев спасает Джек. Дин наконец начинает верить, что сын Люцифера может остаться на стороне добра. При жизни ангелы живут на небесах, демоны — в преисподней. После смерти те и другие засыпают вечным сном во Вселенской пустоте, существовавшей задолго до Бога и Тьмы. Кастиэль, которого Джек зовёт в минуты отчаяния, просыпается в Пустоте и не даёт спать космической сущности, властительнице этой самой Пустоты. Чтобы избавиться от «непослушного» ангела, она выталкивает Кастиэля обратно на Землю.                                                                                  |            |                                                      |                    |                                   |                 |                     |
| 269 | 5          | «Танатология для продвинутых» «Advanced Thanatology» | Джон Шоуолтер      | Стив Йоки                         | 9 ноября 2017   | 1,71                |
| Подростки забираются в заколоченный дом, где, по слухам, обитает привидение доктора Мэдоуса. Распутывая исчезновение одного из парней, Сэм и Дин сталкиваются с целой толпой призраков, которые застряли между мирами. Дин отправляется в мир мёртвых, чтобы выяснить обстоятельства их гибели, но внезапно встречается со жнецом Билли, которая не только не умерла, но и пошла на повышение. |            |                                                      |                    |                                   |                 |                     |
| 270 | 6          | «Тумстоун: Легенда Дикого Запада» «Tombstone»        | Нина Лопеc-Корадо  | Дейви Переc                       | 16 ноября 2017  | 1,89                |
| Возвращению Кастиэля Дин радуется, как долгожданной большой победе. На новое дело отправляются все четверо. Но когда в ходе расследования Джек попытался остановить грабителя банка, случайно гибнет охранник. Несмотря на все уговоры, Джек считает себя не просто виновным, а неспособным на какие-то добрые поступки. Решив обезопасить от себя друзей, нефилим исчезает из бункера. |            |                                                      |                    |                                   |                 |                     |
| 271 | 7          | «Война миров» «War of the Worlds»                    | Ричард Спейт-мл.   | Евгения Росс-Леминг и Брэд Бакнер | 23 ноября 2017  | 1,24                |
| В мире Апокалипсиса архангел Михаил заставляет местного Кевина Трена сотворить заклинание, открывающее портал между мирами. Для этого он забирает часть благодати у Люцифера. Но портал оказывается одноместным и в наш мир удаётся вернуться только Сатане. Лишённый большей части своих сил, Люцифер находит Кастиэля и пытается объединиться с ним в поисках сына. Этому союзу помешал приход Асмодея, который не оставляет попыток найти Джека раньше всех остальных. |            |                                                      |                    |                                   |                 |                     |
| 272 | 8          | «Скорпион и лягушка» «The Scorpion and the Frog»     | Роберт Сингер      | Мередит Глинн                     | 30 ноября 2017  | 1,73                |
| На братьев Винчестеров выходит демон перекрёстка по имени Барт, у которого есть древнее заклинание поиска нефилима. В обмен он просит Сэма и Дина забрать нечто ценное у коллекционера сверхъестественных артефактов. Братья соглашаются, но всё идёт не так, как задумывалось. |            |                                                      |                    |                                   |                 |                     |
| 273 | 9          | «Плохое место» «The Bad Place»                       | Фил Сгриккиа       | Роберт Беренс                     | 7 декабря 2017  | 1,74                |
| В поисках мира Апокалипсиса Джек выходит на сновидца Дерека. Но сил Дерека не хватает, чтобы долго удержаться на той стороне, и нефилим находит его ученицу Кайю, обладающую большей силой. Дерека нашли с выжженными глазами, и Сэм с Дином, расследуя это явное убийство в стиле ангелов, тоже выходят на Кайю. Братьям удаётся найти Джека, но сновидицу похищают ангелы, которые хотят использовать девушку как приманку для сына Люцифера. Вызволив Кайю, Винчестеры упускают одного из ангелов и вскоре встречаются с их усиленным отрядом. Загнанные в угол, они с помощью Кайи и Джека перемещаются в другое измерение. Но попадают, похоже, в разные миры. |            |                                                      |                    |                                   |                 |                     |
| 274 | 10         | «Блудные сёстры» «Wayward Sisters»                   | Фил Сгриккиа       | Роберт Беренс и Эндрю Дабб        | 18 января 2018  | 1,85                |
| Пейшенс видит будущую смерть приёмной дочери Джоди Миллс Клэр и приезжает в Су Фоллс. После звонка Джоди о том, что Сэм и Дин пропали, домой возвращается и сама Клэр. Последнее сообщение от Сэма было про Кайю Ньевес, с поисками которой Винчестеры просили помочь Джоди. Но, прошерстив все архивы, шериф Миллс обнаружила только, что Кайя сбежала из реабилитационного центра 3 дня назад. Алекс, работающая в больнице, обнаруживает новую безымянную пациентку (так называемую «Джейн Доу»), которая и оказывается Кайей. Девушка отказывается сотрудничать с Клэр, но на выходе из больницы подвергается нападению странного существа, и вынуждена передумать. Оказывается, дверь в другой мир всё ещё открыта, и через неё проходят монстры. На подмогу Джоди зовёт старую подругу, шерифа Донну Ханскам. |            |                                                      |                    |                                   |                 |                     |
| 275 | 11         | «Потери» «Breakdown»                                 | Амин Кадерали      | Дейви Переc                       | 25 января 2018  | 1,93                |
| У Донны Ханскам пропала племянница. И, хотя, дело не тянет на специализацию Дина и Сэма, она обращается за помощью к ним. Донна недовольна действиями полиции, а дорога́ каждая минута: девушку явно похитили. В результате Винчестеры выходят на аукцион человечины для монстров и даже оказываются одним из лотов. |            |                                                      |                    |                                   |                 |                     |
| 276 | 12         | «Злодеи бывают разные» «Various & Sundry Villains»   | Аманда Таппинг     | Стив Йоки                         | 1 февраля 2018  | 1,68                |
| Две молодые ведьмочки занимаются мелкими любовными чарами, заставляя мужчин обчищать для них магазины. Но на Дина Винчестера они напали с целью завладеть Чёрным Гримуаром, который влюблённый по уши Дин любезно выносит им из бункера. Оказалось, что ведьмочек за книгой послала старая знакомая Сэма и Дина. |            |                                                      |                    |                                   |                 |                     |
| 277 | 13         | «Сделка с Дьяволом» «'Devil's Bargain'»              | Эдуардо Санчес     | Евгения Росс-Леминг и Брэд Бакнер | 8 февраля 2018  | 1,81                |
| Пророк Донателло приступает к чтению демонской скрижали, чтобы отыскать заклинание, открывающее портал между мирами. На него нападает Асмодей, и теперь Донателло, даже сам того не ведая, будет сообщать обо всём, что прочтёт в скрижали. |            |                                                      |                    |                                   |                 |                     |
| 278 | 14         | «Благие намерения» «Good Intentions»                 | П. Дж. Пеше        | Мередит Глинн                     | 1 марта 2018    | 1,61                |
| В мире Апокалипсиса архангел Михаил пытается заставить Джека открыть портал между мирами, чтобы армия Михаила смогла завоевать мир Винчестеров. Джеку удаётся сбежать из тюрьмы Михаила вместе с Мэри Винчестер и найти лагерь Бобби Сингера, который в этом мире жив. |            |                                                      |                    |                                   |                 |                     |
| 279 | 15         | «Самый святой человек» «A Most Holy Man»             | Аманда Таппинг     | Эндрю Дабб и Роберт Сингер        | 8 марта 2018    | 1,66                |
| Для заклинания перемещения между мирами требуются 4 ингредиента: плод с древа жизни, благодать архангела, печать Соломона и кровь самого святого человека. Пытаясь достать такую кровь, Винчестеры связываются с итальянской мафией. |            |                                                      |                    |                                   |                 |                     |
| 280 | 16         | «Скубиестественное» «Scoobynatural»                  | Роберт Сингер      | Джим Крейг и Джереми Адамс        | 29 марта 2018   | 2,03                |
| Расследуя нападения призрака в ломбарде, Сэм и Дин попадают в мультфильм про Скуби-Ду и сами становятся мультяшными героями. |            |                                                      |                    |                                   |                 |                     |
| 281 | 17         | «Тварь» «The Thing»                                  | Джон Шоуолтер      | Дейви Перес                       | 5 апреля 2018   | 1,41                |
| Поиски печати Соломона приводят Дина и Сэма в один из заброшенных бункеров Хранителей. Там они находят живую девушку, прикованную в зале Хранителей уже сотню лет. Пытаясь её спасти, братья узнают старую тайну, которую пытаются охранять потомки местных Хранителей. Асмодей указывает Артуру Кетчу его место, место раба, а не сотрудника. Улучив момент, Кетч похищает архангела Габриэля, которого Асмодей держал ради возможности питаться его благодатью. Вместе с Габриэлем британец приходит к Винчестерам, поскольку только так может обеспечить себе защиту от Асмодея. Те весьма удивлены, ведь Габриэль погиб у них на глазах… Теперь у братьев есть все ингредиенты для заклинания перехода в мир Апокалипсиса. Дин и Кетч уходят в портал, а Сэм и Габриэль остаются в бункере.                     |            |                                                      |                    |                                   |                 |                     |
| 282 | 18         | «Вернуть их живыми» «Bring ‘Em Back Alive»           | Амин Кадерали      | Брэд Бакнер и Евгения Росс-Леминг | 12 апреля 2018  | 1,53                |
| Кетч и Дин в мире Апокалипсиса спасают местную Чарли Брэдбери. Кетч остаётся в том мире, где ему безопасней, к тому же он собирается собрать достаточно сведений о силах Михаила. Габриэль приходит в себя и уничтожает вторгшегося в бункер Асмодея. Однако присоединиться к Винчестерам совершенно не хочет. И когда Дин возвращается, у братьев нет одного из нужных ингредиентов заклинания перехода: вся архангельская благодать ушла на лечение Габриэля, а он сбежал. |            |                                                      |                    |                                   |                 |                     |
| 283 | 19         | «Панихида» «Funeralia»                               | Нина Лопес-Коррадо | Стив Йоки                         | 19 апреля 2018  | 1,38                |
| Смерть заключает сделку с Винчестерами, обязуя их найти и остановить преждевременные смерти. Кто-то убивает людей раньше срока. |            |                                                      |                    |                                   |                 |                     |
| 284 | 20         | «Незаконченное дело» «Unfinished Business»           | Ричард Спейт-мл.   | Мередит Глинн                     | 26 апреля 2018  | 1,51                |
| Сэм и Дин пытаются отыскать Габриэля и уговорить его поделиться архангельской благодатью для заклинания перехода между мирами. Но у Габриэля осталось одно незаконченное дельце. Братья берутся ему помочь в обмен на его помощь. |            |                                                      |                    |                                   |                 |                     |
| 285 | 21         | «Победить Дьявола» «Beat the Devil»                  | Фил Сгриккиа       | Роберт Беренс                     | 3 мая 2018      | 1,39                |
| Команда, отправляющаяся на поиски Мэри и Джека собрана: Дин, Сэм, Кастиэль и Габриэль пойдут в портал, а Ровена останется в бункере поддерживать заклинание. Но в последний момент выясняется, что сил Габриэля ещё недостаточно. Времени ждать его выздоровления нет. Все согласны, что единственный архангел, чью благодать можно добыть — это Люцифер, и что будет сложно не только захватить его, но и удержать. |            |                                                      |                    |                                   |                 |                     |
| 286 | 22         | «Исход» «Exodus»                                     | Томас Дж. Райт     | Евгения Росс-Леминг и Брэд Бакнер | 10 мая 2018     | 1,30                |
| Попав в мир Апокалипсиса, Люцифер воскрешает убитого вампирами Сэма, чтобы прийти к Джеку с добрым поступком на руках. Склонить сына на свою сторону сейчас для него самое главное. Сэм и Дин забирают в свой мир оставшуюся горстку повстанцев, чтобы дать им время собраться с силами, и найти необходимые методы и оружие против Михаила. Перед самым закрытием портала Сэм отталкивает Люцифера, не пуская его в свой мир. |            |                                                      |                    |                                   |                 |                     |
| 287 | 23         | «Тряхнём стариной» «Let the Good Times Roll»         | Роберт Сингер      | Эндрю Дабб                        | 17 мая 2018     | 1,63                |
| Люцифер и Михаил заключают сделку: Люцифер, знающий заклинание, переносит их в мир Винчестеров и получает сына, Михаил — весь остальной мир. Но о сделке узнаёт Джек и не хочет идти с отцом. Тогда Люцифер, которому надоело завоёвывать нефилима по-хорошему, просто забирает его благодать силой. Чтобы победить Люцифера, Дин соглашается стать оружием Михаила и его сосудом с условием, что Михаил сохранит его свободную волю и после окончания битвы вернёт тело Дину. Люцифер повержен, но Михаил не спешит выполнять условия уговора. |            |                                                      |                    |                                   |                 |                     |